# Abbenrode
Abbenrode là một đô thị ở huyện Harz, bang Saxony-Anhalt, Đức. Đô thị này nằm bên sông Ecker ở phía bắc dãy núi Harz vả tại biên giới với bang Lower Saxony. Abbenrode thuộc Verwaltungsgemeinschaft ("đô thị tập thể") Nordharz.